# HMS Glory (1943)
HMS Glory (R62) – brytyjski lotniskowiec lekki pełniący służbę pod banderą Royal Navy podczas II wojny światowej. Jest on jednym z dziesięciu okrętów typu Colossus oraz jest dziesiątym okrętem noszącym nazwę HMS Glory. Do służby został oddany 21 stycznia 1945 roku.
27 sierpnia 1942 roku położono stępkę pod jego budowę w stoczni Harland and Wolff w Glasgow. Po 15 miesiącach, 27 listopada 1943 roku został zwodowany, natomiast 21 stycznia 1945 roku wszedł oficjalnie do czynnej służby w Royal Navy.
Po wejściu do służby, wraz ze skrzydłem Barracud z 837. eskadry oraz Corsairami z 1831. eskadry, lotniskowcowi zlecono popłynięcie do Australii w celu dołączenia do Brytyjskiej Floty na Pacyfiku, a dokładniej do 11. eskadry lotniskowców. Mimo tego, że nie dotarł na Rabaul na czas, na jego pokładzie generał Hitoshi Imamura podpisał kapitulację tamtejszego garnizonu Rabaul 6 września 1945 roku. Po asystowaniu brytyjskiej administracji w odzyskiwaniu władzy w Hongkongu, „Glory” dostał zadanie przetransportowania brytyjskich wojskowych do Australii, Kanady oraz Wielkiej Brytanii. W 1947 roku lotniskowiec został przeniesiony do rezerwy. W 1949 roku został przywrócony do służby, ponieważ rosło napięcie w Korei. Jego pierwsza operacja wojskowa odbyła się podczas wojny w Korei między kwietniem a wrześniem 1950 roku, druga między styczniem a majem 1952 roku, trzecia natomiast od listopada 1952 roku do maja 1953 roku. Został wycofany ze służby ostatni raz w 1956 roku i przeniesiony do rezerwy. W 1961 roku lotniskowiec został sprzedany na złom firmie Inverkeithing.

## Galeria

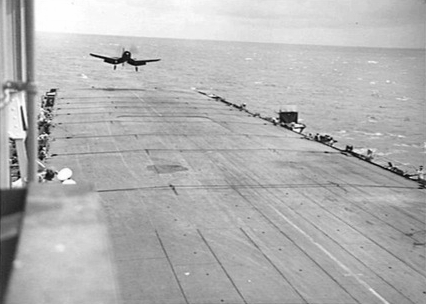
Vought F4U Corsair z 1831. eskadry ląduje na pokładzie HMS „Glory”. Rabaul, rok 1945.
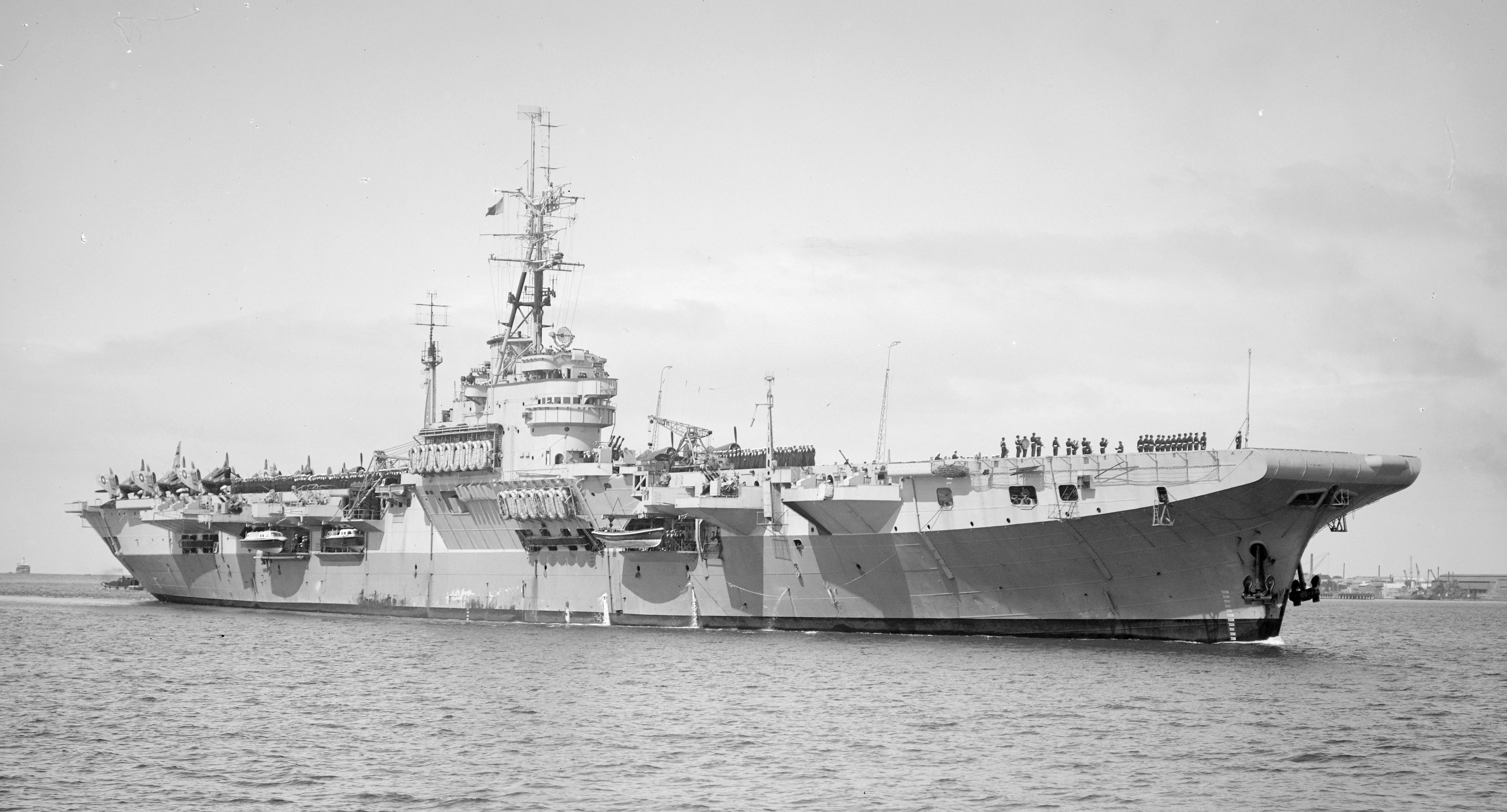
HMS „Glory” w 1946 roku.
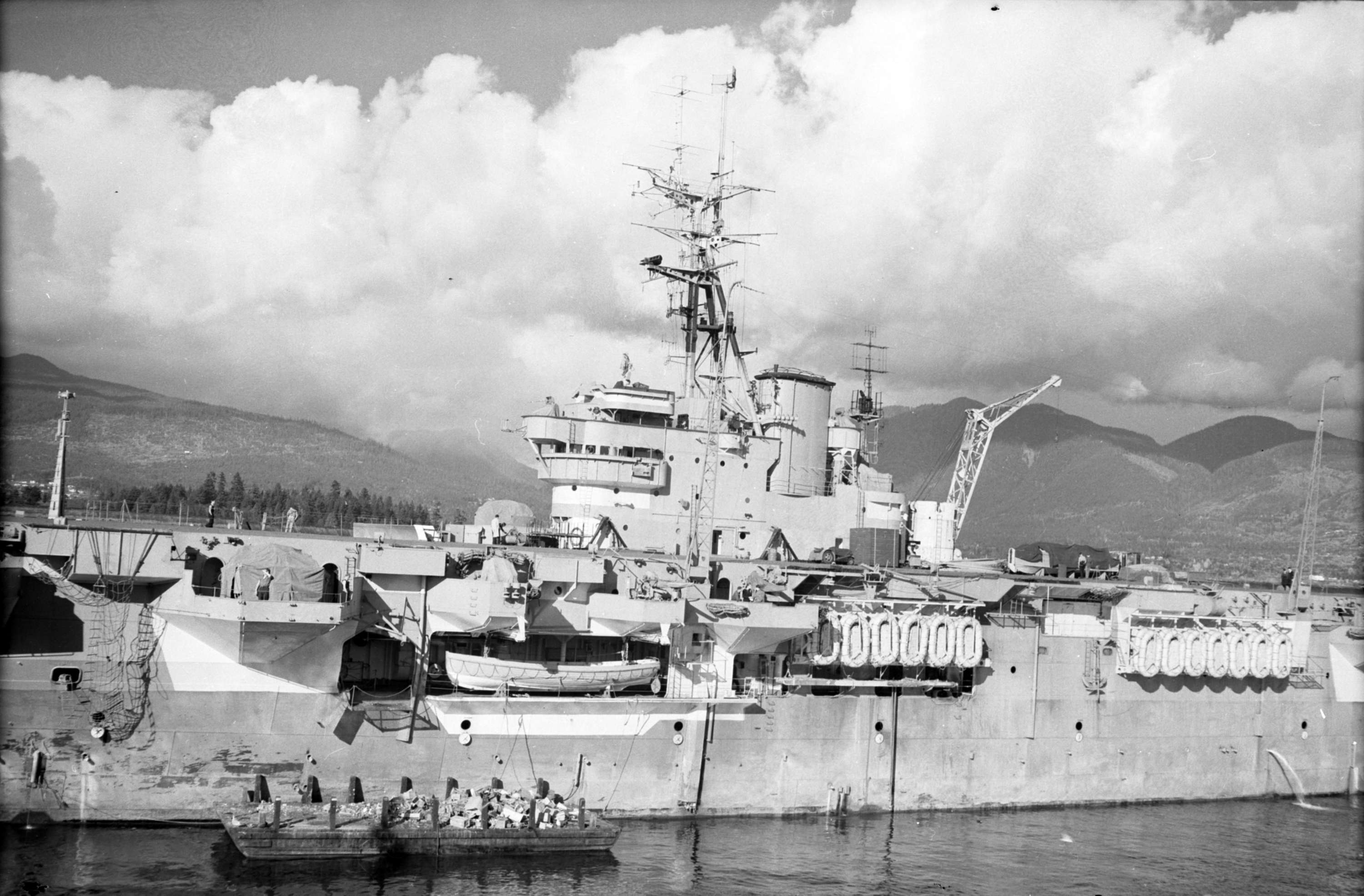
HMS „Glory” w Vancouver w 1945 roku.
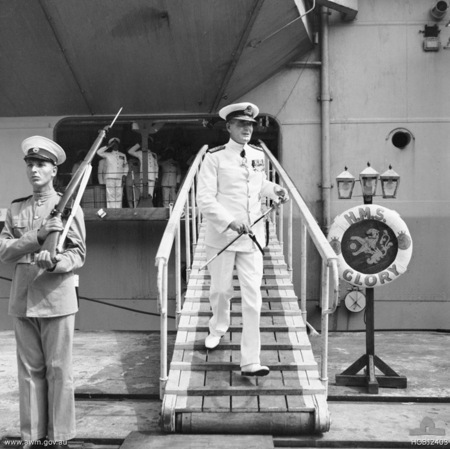
Komendant główny Stacji Dalekiego Wschodu, wiceadmirał Guy Russell, opuszcza swój okręt flagowy, HMS „Glory” w Kure we wrześniu 1951 roku.
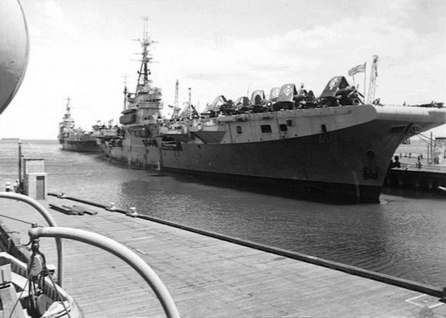
HMS „Glory” w Melbourne w 1946 roku. Na pokładzie widoczne są samoloty Vought F4U Corsair z 1831. eskadry.